# Jüdischer Friedhof (Briceni)

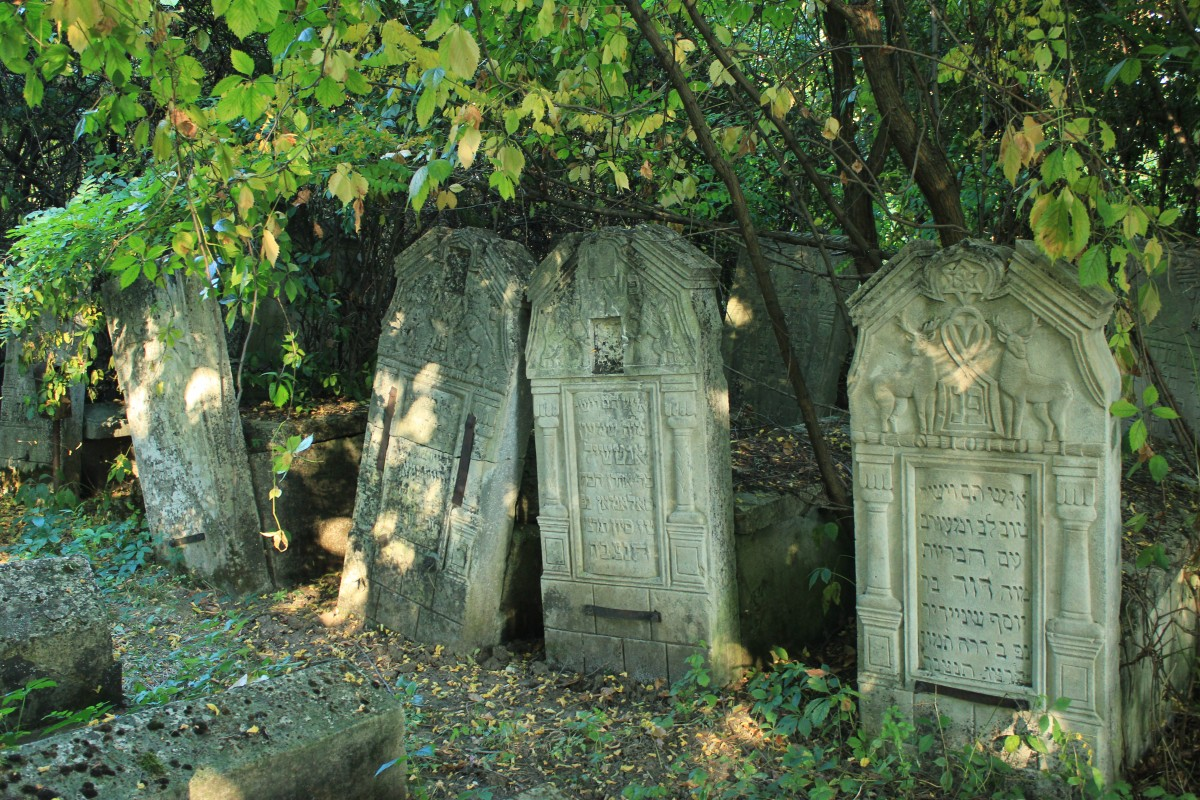
Grabsteine im alten Teil des jüdischen Friedhofs von Briceni

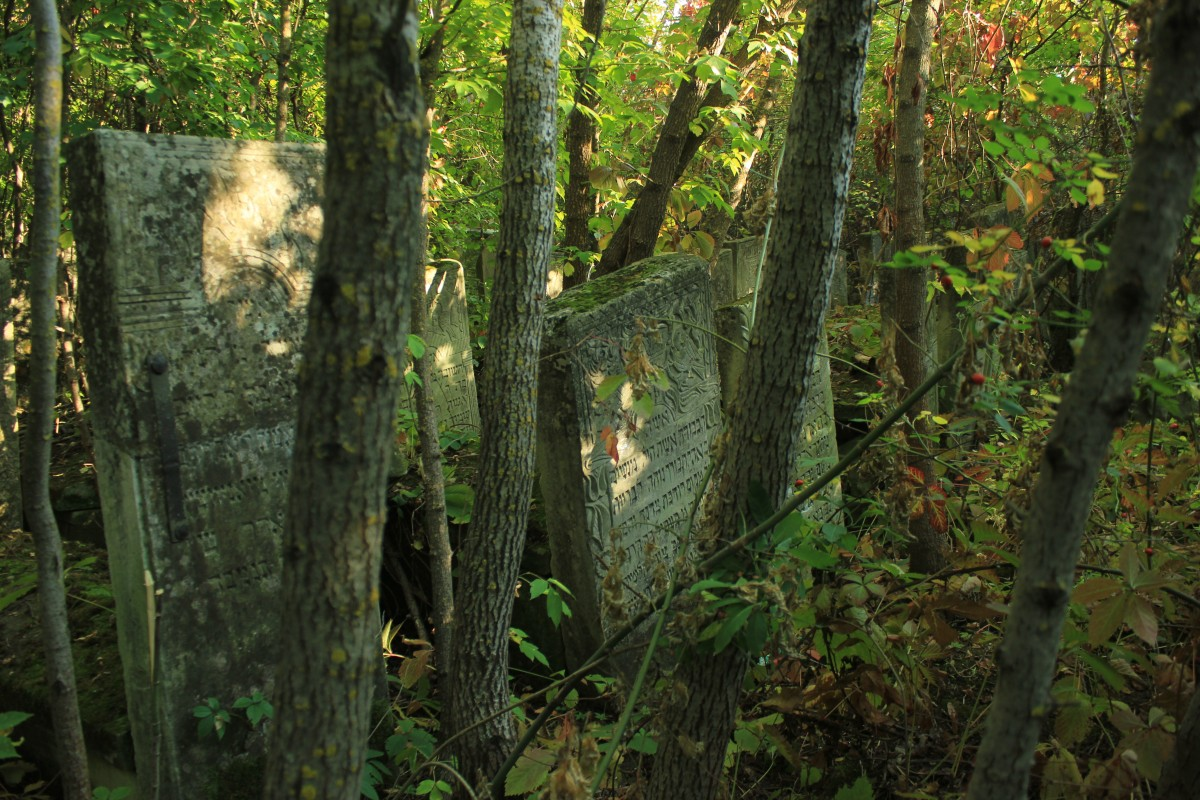
Grabsteine im alten Teil des jüdischen Friedhofs von Briceni

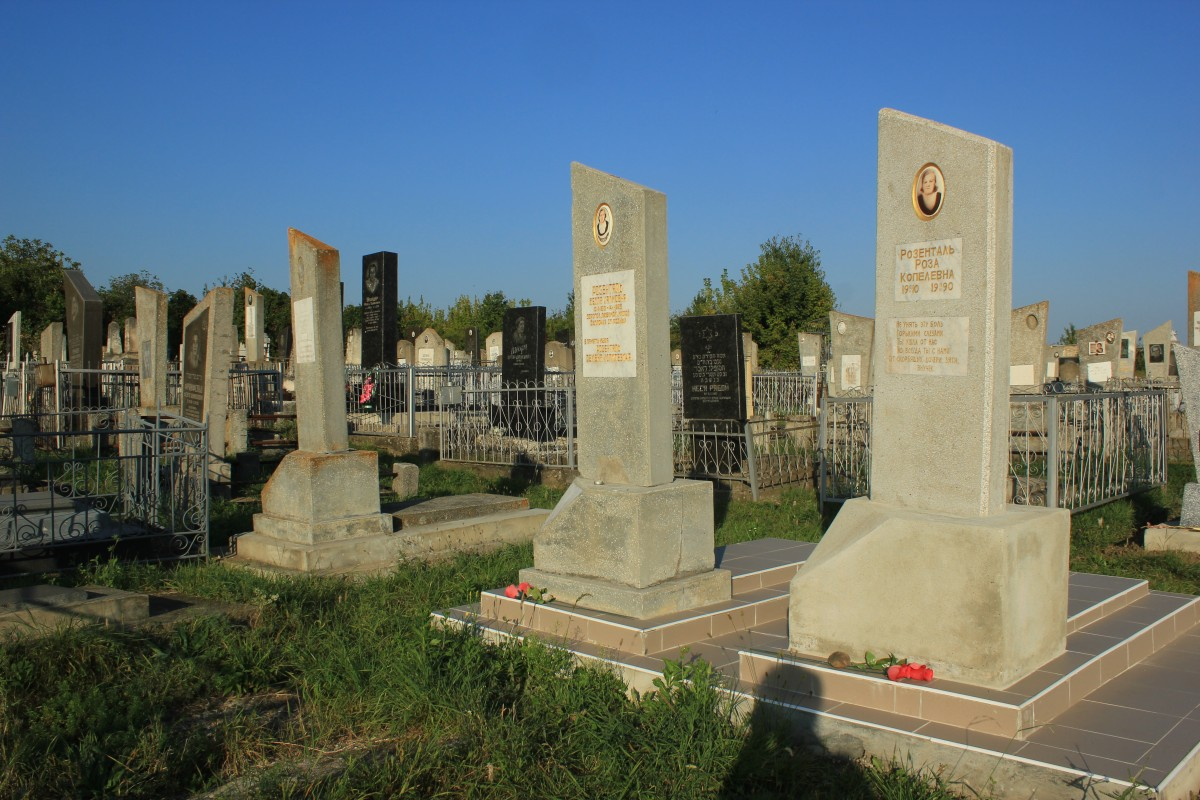
Grabsteine im neuen Teil des jüdischen Friedhofs von Briceni

Der Jüdische Friedhof Briceni ist ein Friedhof in Briceni, einer Stadt im äußersten Nordwesten der Republik Moldau direkt an der Grenze zur Ukraine.
Der jüdische Friedhof befindet sich am östlichen Stadtrand nördlich unweit der nach Ocnița führenden Straße R11. Auf ihm befinden sich etwa 5000 Grabsteine.
Der ältere Teil des Friedhofs mit Gräbern aus dem 19. und frühen 20. Jahrhundert bis zum Zweiten Weltkrieg ist von dichter Vegetation überwuchert; viele Gräber sind durch Pflanzenwuchs beschädigt. Die Grabsteine sind jedoch zum größten Teil gut erhalten. Auf dem kleineren neueren Teil befinden sich Grabstätten aus der Zeit nach dem Zweiten Weltkrieg, als ein kleiner Teil der ehemals großen jüdischen Gemeinde von Briceni in den Ort zurückkehrte.
Aufgrund der Größe des Friedhofs und der eingeschränkten Zugänglichkeit der Grabstätten wurden diese bis jetzt noch nicht katalogisiert und umfassend dokumentiert.